# Erupção vulcânica

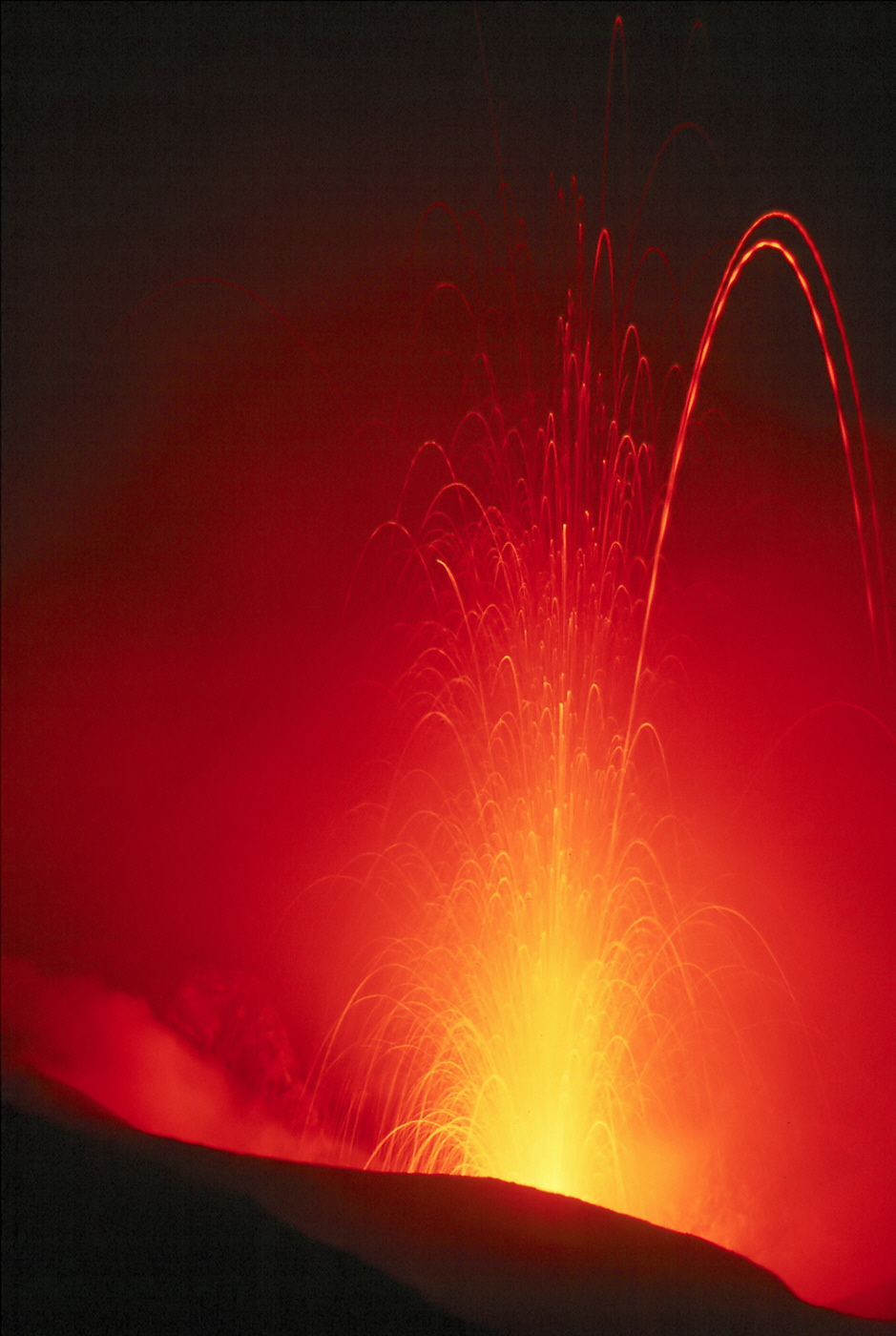
Erupção no vulcão Stromboli, Itália

A erupção vulcânica é um fenômeno da natureza, geralmente associado à extravasação do magma na superfície do planeta. As camadas de rochas formadas por erupções magmáticas são chamadas de "derrames", pois a rocha espalha-se e solidifica-se na superfície do globo. A lava arrefecida gera normalmente um óptimo solo para plantação.
Existem vários tipos de erupção vulcânica, diferindo na proporção e tipo de material expelido, e na violência dessa expulsão.

## Tipos de erupção
A proporção de rochas, gases e lava que um vulcão emite determina o tipo de erupção. Os tipos de erupção recebem normalmente nomes relacionados com vulcões famosos onde se observou um comportamento vulcanológico característico. Alguns vulcões exibem somente um tipo de erupção durante um intervalo de actividade, enquanto que outros podem mostrar uma sequência de diferentes tipos.
As erupções vulcânicas podem ser divididas quanto à sua violência em explosivas e efusivas. As erupções explosivas são causadas pela acumulação de vapor e gases sob elevadas pressões, que são libertados de forma violenta. A interacção de águas subterrâneas e magma leva à produção de vapor, que retido debaixo de camadas de rocha se acumula até atingir uma pressão suficientemente elevada para a destruir e libertar-se para a atmosfera. Gases que eventualmente estejam dissolvidos no magma em ascensão no vulcão, por acção da elevada pressão no seu interior, podem também expandir rapidamente após a explosão inicial de vapor, formando uma explosão secundária que é por vezes mais intensa que a primária e que pode formar um fluxo piroclástico. Em contraste, nas erupções efusivas existe uma libertação lenta de lava de baixa viscosidade e com reduzido conteúdo volátil, não existindo fenómenos explosivos associados a este tipo de erupção.
Os vulcanologistas classificam as erupções da seguinte forma:

### Erupção havaiana

Erupção havaiana. 1: pluma vulcânica; 2: fonte de lava; 3: cratera; 4: lago de lava; 5: fumarolas; 6: fluxo de lava; 7: camadas de lava e cinza; 8: estratos; 9: soleira; 10: chaminé vulcânica; 11: bolsa de magma; 12: dique.

A erupção havaiana é um tipo de erupção efusiva, sem descarga de gases, com magma basáltico de baixa viscosidade e temperaturas muito elevadas na chaminé vulcânica, ocorrendo caracteristicamente em hotspots mas também próximo de zonas de subducção. As erupções havaianas, assim denominadas por serem características dos vulcões no Havaí, podem ocorrer ao longo de falhas ou fissuras, como aconteceu na erupção do Mauna Loa no Havaí em 1950. Também podem ocorrer numa chaminé central, como na erupção de 1959 na cratera Kilauea Iki do vulcão Kilauea, no Havaí. Nas erupções em fissuras, a lava brota de uma fissura na zona rift de um vulcão e escorre pela encosta, juntando-se a outras correntes de lava. Nas erupções centrais, uma fonte de lava é ejectada a várias dezenas de metros de altura. Neste caso, a lava pode concentrar-se em pequenas crateras formando lagos de lava, ou formar cones, ou ainda alimentar rios de lava que escorram pela encosta. Há produção muito baixa de cinza vulcânica, o que as torna relativamente seguras de observar e por isso populares para os turistas.
O facto de o magma característico destas erupções conter uma baixa percentagem de água dissolvida (menos de 1%) e ser na sua maioria basalto confere-lhes o seu carácter efusivo. Praticamente toda a lava provinda dos vulcões havaianos é basalto toleiítico, uma rocha similar à produzida nas falhas oceânicas. No vulcão subaquático de Lō'ihi foi detectada erupção de basalto relativamente rico em sódio e potássio (mais alcalino); este tipo de rocha poderá ser característico do início da formação das ilhas havaianas. Em etapas posteriores, houve maior erupção deste basalto alcalino e após um período de erosão houve erupção de pequenas quantidades de rochas invulgares, como a nefelite. Estas variações na constituição do magma provindo de erupções havaianas é estudado para entender o funcionamento das plumas do manto.

### Erupção estromboliana

Erupção estromboliana. 1: pluma vulcânica; 2: lapilli; 3: chuva de cinza vulcânica; 4: fonte de lava; 5: bomba vulcânica; 6: fluxo de lava; 7: camadas de lava e cinza; 8: estratos; 9: dique; 10: chaminé vulcânica; 11: bolsa de magma; 12: soleira.

O nome provém do vulcão da ilha de Stromboli, na Sicília. Na erupção estromboliana cinzas, gases, pequenos fragmentos de rocha quente (bombas vulcânicas, lapilli), "escapam" e formam arcos luminosos no céu. Os fragmentos de lava combinam-se para formar rios de lava que escorrem pela encosta. Ocorrem explosões pouco violentas causadas pela acumulação de bolsas de gases, que sobem mais rapidamente que o magma que as rodeia.
Tipicamente, a tefra encontra-se em incandescência quando é expulsa da chaminé, mas a sua superfície arrefece e toma uma coloração escura ou negra, podendo solidificar significativamente antes de atingir o solo. A tefra acumula-se na vizinhança da chaminé, formando um cone de cinza. A cinza é o produto mais comum, havendo também tipicamente uma menor parte de cinza vulcânica mais fina.
Os rios de lava são mais viscosos, logo mais curtos e espessos, que nas erupções havaianas, podendo ser acompanhados ou não de rocha piroclástica.
Os gases dissolvidos coalescem em bolhas que tomam dimensões suficientes para se elevarem através da coluna magmática, libertando-se no topo e enviando magma pelo ar. Existe libertação de gases vulcânicos em cada episódio eruptivo, por vezes com intervalos de apenas minutos. As bolhas de gases podem formar-se a profundidades até três quilómetros, sendo de difícil previsão.
A atividade estromboliana pode ser bastante duradoura porque o sistema de condutas não é afetado pela atividade vulcânica, podendo o sistema eruptivo repetir-se. Por exemplo, o vulcão Paricutín encontrou-se em constante erupção entre 1943 e 1952, o monte Érebo produziu erupções durante pelo menos várias décadas e o próprio Stromboli tem tido erupções ao longo de milhares de anos.

### Erupção pliniana

Erupção pliniana. 1: pluma vulcânica; 2: chaminé vulcânica; 3: chuva de cinza vulcânica; 4: camadas de lava e cinza; 5: estrato; 6: câmara magmática.

A erupção pliniana é associada à erupção do Monte Vesúvio em 79, descrita por Plínio, o Jovem, erupção essa que matou o seu tio Plínio, o Velho e soterrou as cidades de Pompeia e Herculano em cinza vulcânica. Na erupção pliniana, brotam fragmentos de rocha, lava viscosa e uma coluna de fumaça e gás. É usualmente o tipo de erupção mais poderoso. Associados a este tipo de erupção encontram-se frequentemente também rápidos fluxos piroclásticos. Erupções plinianas de grande intensidade, como as que ocorreram a 18 de maio de 1980 no monte Santa Helena ou a 15 de Junho de 1991 em Pinatubo nas Filipinas, podem enviar cinzas e gases vulcânicos a vários quilómetros de altitude, até à estratosfera, e a cinza resultante pode afectar áreas a centenas de quilómetros de distância na direcção dos ventos. São características distintas deste tipo de erupção a ejecção de grandes quantidades de pedra-pomes e fortes erupções contínuas de gases.
Erupções plinianas curtas podem durar menos de um dia. Eventos mais longos podem durar desde alguns dias a vários meses. As erupções mais prolongadas iniciam-se com a produção de cinza vulcânica ou fluxos piroclásticos. A quantidade de magma que brota pode ser tão grande que o topo do vulcão pode colapsar, formando uma caldeira. Pode haver deposição de cinza muito fina em áreas extensas. São frequentemente acompanhadas de forte ruído, como aquele produzido em Krakatoa.
As erupções plinianas de Krakatoa em 1883, monte Santa Helena em 1980, Monte Tarumae (Japão) em 1667 e 1739, Tira c. 1 600 a.C., a que formou o Lago Crater em 4 860 a.C. e a do Vesúvio em 79, são exemplos de erupções plinianas que resultaram na formação de caldeiras. A lava é normalmente riolítica e rica em silicatos; é raramente basáltica, tendo sido uma erupção com magma basáltico registada no Monte Tarawera em 1886.

### Erupção vulcaniana

Erupção vulcaniana. 1: pluma vulcânica; 2: lapilli; 3: fonte de lava; 4: chuva de cinza vulcânica; 5: bomba vulcânica; 6: fluxo de lava; 7: camadas de lava e cinza; 8: estrato; 9: soleira; 10: chaminé magmática; 11: câmara magmática; 12: dique.

As erupções vulcanianas foram assim denominadas após as observações de erupções de 1888–1890 do vulcão na ilha de Vulcano, no Mar Tirreno, por Giuseppe Mercalli. Outro exemplo deste tipo de erupção foi a de Paricutín, em 1947. Mercalli descreveu a erupção como "(...) disparos de canhão com longos intervalos (...)". Neste tipo de erupção, brotam enormes fragmentos de rocha quente; uma espessa nuvem de cinzas sai explosivamente da cratera a uma elevada altitude, formando alguma cinza fumegante uma nuvem esbranquiçada perto do topo do cone. A sua natureza explosiva deve-se ao conteúdo rico em sílica do magma, que aumenta a viscosidade e portanto a explosividade deste. Pode encontrar-se quase todo o tipo de magma neste tipo de erupção, mas magma com cerca de 55% de basalto-andesito (ou mais sílica) é o mais comum.
As erupções vulcanianas começam normalmente com erupções freatomagmáticas que podem ser extremamente ruidosas, devido ao aquecimento de água subterrânea pelo magma em ascensão. Este processo é usualmente seguido de uma explosão que desobstrui a chaminé vulcânica, erguendo-se uma coluna suja, cinzenta ou negra, devido à expulsão de rochas preexistentes na chaminé. As erupções vulcanianas podem lanças blocos de rocha de vários metros de dimensão a centenas de metros ou mesmo alguns quilómetros de distância. À medida que a chaminé é desobstruída, as nuvens de cinza tornam-se mais esbranquiçadas, sendo a saída de rolos de cinza similar à das erupções plinianas. Esta fase é seguida pela produção de lava viscosa contendo grandes quantidades de gases e produzindo cinza vulcânica vítrea. Conhece-se a ocorrência de fluxos piroclásticos, como aconteceu nas erupções do Stromboli, em 1930, de Montserrat, desde 1995 e do Monte Unzen, entre 1991 e 1995.
A tefra é dispersa numa área maior que nas erupções havaianas e estrombolianas. A rocha piroclástica e os depósitos formam um cone vulcânico de cinzas, cobrindo a cinza uma grande área. A erupção finaliza com um fluxo de lava viscosa.

### Erupção peleana

Erupção peleana. 1: pluma vulcânica; 2: chuva de cinza vulcânica; 3: cúpula de lava; 4: bomba vulcânica; 5: fluxo piroclástico; 6: Camadas de lava e cinza; 7: estratos; 8: chaminé magmática; 9: câmara magmática; 10: dique.

Numa erupção peleana ou nuée ardente ("nuvem ardente"), tal como a ocorrida no vulcão Mayon,nas Filipinas, em 1968, há grande quantidade de explosões de fragmentos de rocha quente, vapores, poeiras e cinzas a partir da cratera central. Estes materiais caem sobre a zona da cratera e formam avalanches que se deslocam a velocidades que podem chegar aos 160 km/h. O magma é geralmente viscoso e rico em riólito ou andesito. Este tipo de erupção partilha algumas características com as erupções vulcanianas, distinguindo-se pela avalanche de material piroclástico e a presença de uma cúpula de lava no topo do vulcão. Observam-se também curtos fluxos de cinza e criação de cones de pedra-pomes.
A fase inicial da erupção é caracterizada por fluxos piroclásticos. Os depósitos de tefra têm um menor volume e alcance que em erupções plinianas e vulcanianas. O magma viscoso forma uma cúpula escarpada ou uma agulha de lava na chaminé vulcânica. A cúpula pode colapsar mais tarde, resultando em fluxos de cinza e blocos de rocha quente. O ciclo eruptivo completa-se no espaço de alguns anos, podendo nalguns casos prolongar-se por décadas, como no caso de Santiaguito.
As erupções peleanas podem causar grande destruição e perda de vidas se ocorrerem em zonas povoadas, como demonstrado pela devastação ocorrida em Saint-Pierre após a erupção do Monte Pelée, na Martinica, em 1902. Outros exemplos incluem a erupção de 1948–1951 do Hibok-Hibok, a erupção de 1951 do Monte Lamington (a mais bem descrita até ao presente), a erupção de 1956 do Bezymianny, a erupção de 1968 do vulcão Mayon e a erupção de 1980 do Monte Santa Helena.

### Erupção subglacial

Erupção subglacial. 1: nuvem de vapor de água; 2: lago; 3: gelo; 4: camadas de lava e cinza; 5: estratos; 6: pillow lava; 7: chaminé magmática; 8: câmara magmática; 9: dique.

As erupções subglaciais ocorrem debaixo de gelo ou glaciares, podendo causar inundações e lahars e originar hialoclastite e pillow lava ("lava em almofada"). Apenas cinco erupções deste tipo ocorreram no presente. Algumas erupções subglaciares são provocadas por um tipo de vulcão subglacial, o tuya. Os tuyas na Islândia são denominados "montanhas mesa" devido aos seus topos planos. O tuya Butte, na Colômbia Britânica, é um exemplo deste tipo de vulcão.
Não é bem conhecida a termodinâmica das erupções subglaciais. Os escassos estudos publicados indicam que existe uma quantidade apreciável de calor retido na lava, sendo que uma unidade-volume de magma consegue derreter dez unidades-volume de gelo. A velocidade a que o gelo é derretido é, no entanto, ainda inexplicada e é uma ordem de magnitude maior em erupções reais que em modelos de previsão.

### Erupção hidromagmática
As erupções hidromagmáticas, freatomagmáticas ou ultravulcanianas são conduzidas por vapor explosivo em expansão resultante do contacto entre solo frio ou águas de superfície frias e rocha quente ou magma. As explosões freáticas distinguem-se por lançarem fragmentos de rocha sólida preexistente na chaminé vulcânica, não havendo erupção de magma. A actividade freatomagmática é geralmente fraca, embora sejam conhecidos casos de forte actividade, como na erupção do vulcão Taal, nas Filipinas, em 1965, e a actividade de 1975–1976 em La Grande Soufrière, Guadalupe.

## Erupções históricas
As piores erupções da história, que causaram maiores danos:[carece de fontes?]
1. Nevado del Ruiz (Colômbia), 1985
2. Monte Pelée (Martinica), 1902
3. Krakatoa (Indonésia), 1883
4. Monte Tambora (Indonésia), 1815
5. Monte Unzen (Japão), 1792
6. Vesúvio (Itália), 79
7. Tera (Santorini, Grécia), século XVII a.C.